# Albino Jara
Coronel Albino Jara Benegas (Luque, 28 de fevereiro de 1877 — Assunção, 15 de maio de 1912) foi um militar e político paraguaio, presidente do país de 17 de janeiro a 5 de julho de 1911. Foi morto após uma tentativa frustrada de golpe a Pedro Pablo Peña.

## Governo
Quando o presidente Manuel Gondra renunciou, assumiu o vice-presidente Juan Bautista Gaona, mas sob pressão do Exército, o Congresso nomeou como presidente provisório o coronel Albino Jara, que formou seu gabinete com José A. Ortiz e Francisco Luis Bareiro, no Ministério da Finanças; Sebastián Ibarra Legal e Cipriano Ibáñez, no Interior; Manuel Domínguez, em Justiça, Culto e Instrução Pública; Carlos Goiburú, em Guerra e Marinha; e Cecilio Báez, em Relações Exteriores.
Pouco depois de iniciar seu governo, uma nova revolução eclodiu e o próprio presidente assumiu o comando das forças do governo, deixando o ministro Cipriano Ibáñez no comando da presidência. Durante a revolta, um dos principais líderes da época, Adolfo Riquelme, foi assassinado.
Durante seu governo foi estabelecido um sistema educacional comparado aos modelos dos Estados Unidos e da Europa, 40 km² das ruas de Assunção foram pavimentados, fundou o Instituto Histórico e Geográfico do Paraguai, conseguiu que a ferrovia chegasse à cidade de Encarnación para depois unir-se à conexão com Posadas (Argentina). Em 23 de março de 1911, ele propôs a criação de cátedras livres de História e Economia Nacional ou Finanças, um procedimento revolucionário para sua época, pois faltavam 7 anos para que a reforma universitária da América assumisse esse propósito.
Em 5 de julho de 1911, foi deposto e levado ao porto para ser expulso para Buenos Aires.

Em 1912 retornou ao Paraguai. Ele queria organizar uma revolução contra o governo de Pedro Pablo Peña, mas não teve sucesso. Ferido por uma bala na tentativa, foi preso e, em decorrência dos ferimentos, veio a falecer em 15 de maio de 1912.